# Stefano Bellaveglia
Stefano Bellaveglia (Passignano sul Trasimeno, 15 giugno 1958 – Siena, 3 giugno 2006) è stato un banchiere italiano.

## Biografia
Fu segretario generale della Cna provinciale mentre nel 1997, entrò nel consiglio amministrativo del Monte dei Paschi di Siena, di cui fu vicepresidente dal 2003 fino alla morte. Nel 2004 entrò nel consiglio direttivo dell'Hopa di cui, dopo essere uscito indenne da un'intercettazione telefonica inerente al "caso Ricucci", venne nominato presidente il 26 aprile del 2006.
Fu iscritto al Partito Democratico della Sinistra prima ed ai Democratici di Sinistra poi.
Nel gennaio del 2005 era stato tra i promotori dell'associazione onlus "Il fuoco del futuro", impegno che a metà maggio lo aveva portato più volte in Congo, da dove era rientrato il 18 maggio. Proprio nella nazione africana contrasse la malaria, che lo avrebbe portato anzitempo alla scomparsa. Aveva 48 anni.

### La Fondazione Bellaveglia Onlus
In seguito nacque la Fondazione Bellaveglia Onlus curata dalla figlia Marta. Nel 2020 ci fu la prima laureata con una borsa di studio della Fondazione. Nel luglio 2023 una nuova iniziativa a favore dei bambini ricoverati nel reparto di pediatria oncologica all’ospedale di Pristina, in Kosovo, grazie alla Fondazione Stefano Bellaveglia, la Cure2Children Foundation e la Nicola Ciardelli. Il progetto prende il nome di “Il giardino di Stefano”.

## Vita privata
Sposato, aveva due figlie.